# 湖南化工职业技术学院
27°53′27″N 113°05′50″E / 27.890825°N 113.09736°E
湖南化工职业技术学院，是湖南省株洲市的高等专科大学，分为2个校区，北校区位于湖南省株洲市石峰区清石路2号，东校区位于湖南省株洲市荷塘区红旗南路82号。

## 历史
1958年，“湖南省化学工业学校”建立，它是湖南化工职业技术学院的前身。
1998年8月，“湖南省化学工业学校”与“湖南省资江化学工业学校”合并。
2003年4月，学校升格为专科大学，更名为“湖南化工职业技术学院”。
2010年，“湖南化工职业技术学院”与“湖南化工机械学校”（湖南工业高级技工学校）合并，仍用“湖南化工职业技术学院”的校名。

## 学校院系
湖南化工职业技术学院设有7个系，2个部，28个高职专业、3个技师专业、12个高级技工专业、21个中专、中技专业。
- 系部：化学工程系、应用化学系、机械工程系、自动化系、信息工程系、经济管理系、基础科学系。[1]
- 部：技工部、思想政治课部[1]

## 学校文化

### 校训
厚德、励志、笃学、精艺

### 校风
和谐、奋发、唯实、创新

## 奖项
湖南化工职业技术学院先后荣获“省级和市级文明卫生单位”、“省级园林式单位”、“湖南省职业教育先进单位”、“全国石油和化学工业先进集体”等荣誉奖项。